# Edatisme

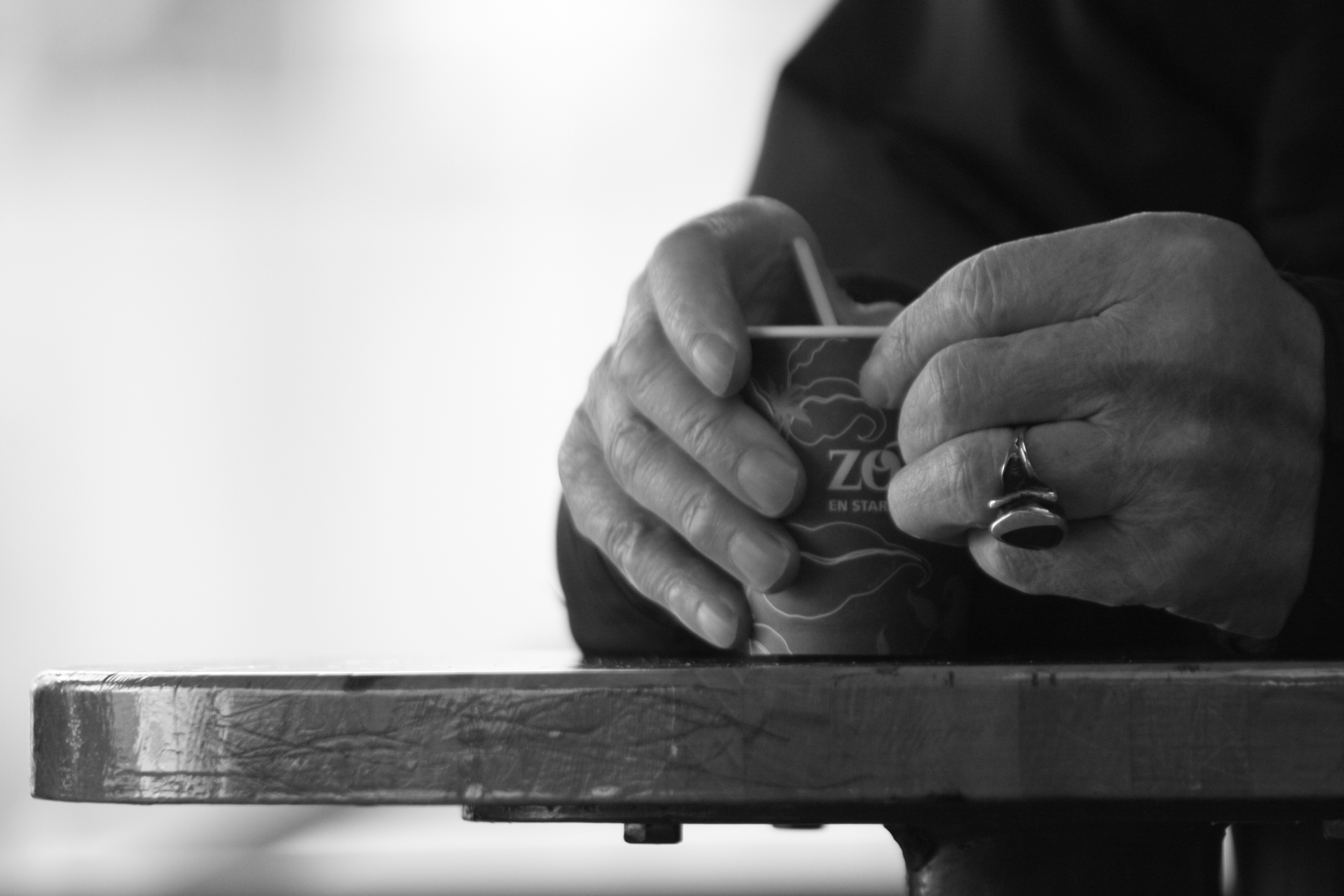
Mà d'una persona gran

L'edatisme (en anglès ageism) o vellisme és la discriminació que rep una persona per la seva edat a través d'estereotips socials i prejudicis.
 Aquest terme va ser creat l'any 1969 per Robert N. Butler (metge, gerontòleg, psiquiatre, autor nord-americà i primer director de l'Institut Nacional d'Envelliment).
El terme ageism va ser utilitzat el 1968 pel gerontòleg i psiquiatre Robert Butler per referir-se a la discriminació contra les persones grans i basant-se en els termes de sexisme i racisme. Segons Butler, aquesta problemàtica està constituïda per tres aspectes, que són les actituds perjudicials cap a les persones grans, a la vellesa i a l'envelliment; les pràctiques discriminatòries cap a aquest col·lectiu, i els processos i polítiques institucionals, els quals perpetuen i fan perdurar els estereotips sobre la gent gran, reduint així les seves oportunitats de viure una vida satisfactòria i disminuir la seva dignitat personal.
La causa real de l'edatisme no és el nombre elevat d'ancians/es o joves que hi ha actualment, sinó l'augment de la població en totes les edats, que ha fomentat la competència entre generacions.
L'any 2014, els governs del món van reconèixer l'edatisme com: "La font comuna de la justificació i la força impulsora de la discriminació per edat". Majoritàriament, existeix o s'utilitza en contra de les persones grans, però també hi ha casos de discriminació que afecten altres grups d'edats diferents.
Convé ressaltar que hi ha indústries que s'aprofiten de l'envelliment per provocar un gran complex i vergonya al col·lectiu gran i extreure'n benefici. Per exemple, les cirurgies plàstiques o les cremes anti-edat.
També, trobem edatisme cap als/les adolescents i nens/es, ja que, segons Astroth, és "malauradament" comú sentir o pensar que actualment la joventut es troba en risc d'abandonar els estudis, caure en drogoaddiccions, en la delinqüència i de patir embarassos no desitjats. En moltes ocasions, s'han rebutjat les seves idees perquè són massa joves, o assumint que han de comportar-se de certa manera a la seva edat. És usual que les persones de mitjana edat desqualifiquin els/les joves, establint paràmetres de comparació amb una societat (la de la seva pròpia joventut), que ja no existeix i la qual no tornarà. Per tant, la idea d'una joventut en risc s'implica en tot el col·lectiu que el forma. També, es pot destacar l'efebifòbia, què és la por o el rebuig irracional als/a les joves.
"Quan el referent universal és el de l'home i la dona bells/belles, joves, en plenitud sexual, la vellesa en surt malparada."

## Àmbits

### Estereotips negatius cap a la tercera edat
El prejudici contra la tercera edat es pot dividir en estereotips negatius i en actituds negatives. Els prejudicis són creences errònies o exagerades sobre un grup. Els estereotips són més cognitius i les actituds més afectives, encara que ambdues tendeixen a anar juntes.
Hi ha almenys nou estereotips principals que reflecteixen prejudicis cap a les persones grans: malaltia, impotència, lletjor, deteriorament mental, malaltia mental, inutilitat, aïllament, pobresa i depressió.

#### Malaltia
La malaltia és el prejudici més comú contra la gent gran. Aproximadament, la meitat de les persones nascudes a Amèrica del Nord pensen que la mala salut és un "problema molt greu" per a la majoria de les persones més grans de 65 anys.
A causa que la majoria de les persones associen la vellesa amb la mala salut, és difícil desembolicar l'envelliment i la salut en la vida real.

#### Impotència
Un estereotip relacionat és la creença que la majoria de la gent gran no tenen cap activitat sexual ni desig sexual, i que aquells/es que ho fan són moralment perversos/es o almenys anormals. Fins i tot els/les professionals de l'àmbit de la sanitat, sovint assumeixen que el sexe no és important en la vellesa. El fet que moltes persones creguin en aquest estereotip els avergonyeix dels seus impulsos personals i pot impedir que gaudeixin de l'activitat sexual normal.

#### Lletjor
Un altre estereotip relacionat és que les persones grans són lletges. Segons diferents estudis, es pot veure que hi ha una forta associació entre les percepcions de l'edat avançada i la manca d'atractiu. La bellesa sol estar associada amb la joventut, i moltes persones, especialment les dones, tenen por de perdre la seva bellesa a mesura que envelleixen.

#### Deteriorament mental
Un altre estereotip comú és que les habilitats mentals comencen a disminuir des de la mitjana edat, especialment les habilitats per aprendre i recordar.
A més, moltes persones creuen que els/les ancians/es són massa vells per aprendre a utilitzar ordinadors, per exemple.

#### Malaltia mental
Un estereotip similar és que les malalties mentals són comunes, inevitables i intractables entre els/les més grans. En els resultats d'un estudi, la majoria de les persones entrevistades creien que els/les ancians/es tenen més deficiències mentals que els/les més joves, i fins i tot alguns creuen que la majoria de les persones majors de 65 anys tenen alguna malaltia mental prou greu per a malmetre les seves capacitats.

#### Inutilitat
A causa de creences que les persones grans estan incapacitades per malalties físiques o mentals, moltes persones conclouen que les persones grans no poden continuar treballant, i que la minoria que continua en el món laboral és improductiva. Aquesta creença és la base principal per a les polítiques de jubilació obligatòria i la discriminació en la contractació, la reconversió i la promoció.

#### Aïllament
Dos terços de les persones menors de 65 anys pensen que la soledat és un problema molt greu per a la majoria de les persones majors de 65 anys.

#### Pobresa
Les opinions sobre la situació econòmica dels/de les ancians/es van des de les que pensen que la majoria de les persones grans són pobres per a aquells que pensen que són més rics. Actualment, hi ha més ancians/es que són pobres i tendeixen a superar en nombre a tots/es aquells/es amb una economia més alta.

#### Depressió
Molts creuen que la típica persona gran pateix tots els aspectes i fenòmens anteriors. Per aquest motiu, la gent dona per suposat que també pateix depressió o se sent miserable. La discriminació per edat és un important factor d'estrès per a totes les persones que ho pateixen.
Per altra banda, es pot dir que una persona que pateix edatisme pot arribar a tenir una autopercepció negativa de l'envelliment, que reduirà el seu propòsit de vida i augmentarà els símptomes negatius.

### Conductes estereotípiques gerontològiques
Gràcies a un estudipodem trobar diverses interpretacions que fan etern aquest prejudici edatista. Segons nens/es, adults/es i persones grans, s'hi destaquen set tipus de maneres de ser, amb atribucions ofensives pel col·lectiu.
- L'abatut/da: amb traços i conductes descuidades, tristes, temoroses i solitàries.
- Severament deteriorat/da: considerats/ades febles, que pensen lentament, senils.
- Rondinaire/a: s'adhereix a la idea d'una persona malmesa, que es queixa, tossuda.
- Reclús/a: consta d'una actitud tranquil·la, vergonyosa, nostàlgica envers el passat.
- L'avi/àvia perfecte/a: de personalitat amable, generosa, dedicada a la seva família, molt sàvia.
- De l'edat d'or: s'hi troben trets com la intel·ligència, portar un estil de vida sa, ser una persona productiva i, sobretot, independent.

A més, factors d'aparença com les arrugues, el cabell gris o blanc a causa de les canes, postures i formes de caminar categoritzen el col·lectiu, donant suport a la perpetuació de la pràctica edatista.

### Edatisme laboral
Amb el fenomen de l'envelliment de la població actual, s'esdevé a la feina la convivència de diferents generacions. Per tant, es manifesten (siguin implícitament o explícitament), estigmes i discriminacions envers la gent gran.
L'edatisme a la feina es manifesta cognitivament, afectivament i conductualment, de manera que els/les treballadors/es grans són percebuts negativament en comparació amb els/les seus/seves companys/es més joves. Per exemple, reben més conseqüències negatives al fer un projecte o dur a terme una acció que no ha estat a l'altura segons l'empresa o el càrrec que tenen assignat.
A més, el prejudici laboral sobre el col·lectiu gran és tant que sorgeixen moltes dificultats per trobar feina, de rebre oportunitats de desenvolupament dels seus coneixements i, sobretot, d'ascendir en les seves carreres professionals quan arriben a certa edat.
D'altra banda, el col·lectiu jove també pateix prejudicis i explotació, ja que normalment quan s'introdueixen al món laboral són molt joves i encara no han finalitzat estudis superiors per accedir a llocs de treball regularitzats. Per tant, com que no tenen l'experiència que normalment es demana en un càrrec a la feina, són utilitzats de manera que acaben sent explotats/des laboralment, la qual cosa, són un col·lectiu en risc d'obtenir feines precàries.

### Edatisme gerontològic als mitjans de comunicació
Depenent de l'ús discursiu empleat, es pot adoctrinar a l'audiència en pensaments denigrants sobre el col·lectiu de la gent gran. Pot passar desapercebut en un principi, però existeix l'edatisme normalitzat en les estratègies discursives utilitzades en la televisió i altres mitjans de comunicació actuals. Tenim com a referència la Declaració Política i el Pla d'Acció Internacional de Madrid sobre l'envelliment de 2002, que promou la prevenció dels prejudicis i predisposició negativa al col·lectiu (com maltractament, discriminació), incloent-hi els mitjans de comunicació (Nacions Unides, 2003).
S'ha pogut veure en una investigació sobre l'edatisme a Xile i a Espanya que les estratègies discursives es manifesten de forma explícita i implícita mitjançant representacions negatives, estereotipades i sensacionalistes, amb absència de veu en el món de la informació, fent ús de terminologia inadequada i reduccionista, discursos sobre l'edatisme pejoratiu i la gerontofòbia, fent també ús de recursos estilístics ofensius.

### Persones grans edatistes
Com s'ha vist anteriorment, els mitjans de comunicació i els estereotips que es tenen com a referència sobre les persones grans acaba afectant de manera progressiva. En algunes persones acaba influenciant tant, que acaben tenint conductes edatistes amb elles mateixes o amb el seu mateix grup d'edat, ja que es troben entrant en una etapa de negació sobre un procés purament biològic i cronològic. Estem parlant de les influències del segle XXI sobre "envellir correctament".
Anteriorment s'ha esmentat la problemàtica de les cirurgies estètiques per reduir arrugues, anuncis de televisió on es promou l'ús de cremes antiedat, persones que comenten i valoren que "estàs envellint bé". L'exaltació irracional de la bellesa i la vitalitat, que acaba reconduint a què les persones grans cerquin maneres de reduir pèrdues relacionades amb l'edat.

### Edatisme i gènere
Una categoria social fonamental en l'estudi de l'edat és el gènere. La combinació de la vellesa i el gènere com categories socials es presenta com un important repte per la psicologia social en el segle xxi.
Des de la psicologia social es proposa una reflexió sobre l'edat i el gènere, entenent ambdues categories com construccions socials, generades per les diferents cultures i, com a conseqüència d'allò, sotmeses a la contínua avaluació col·lectiva a través de les actituds i creences que la societat en general manté al respecte.
La "feminització" de l'envelliment és una realitat a escala mundial, provocada per la longevitat femenina més gran. A la majoria de països, les dones viuen més que els homes per determinats aspectes: estabilitat, maduresa, formació, estatus, experiència... Més bé, el que succeeix és que quan ens referim a l'edat com a categoria social, assumim l'existència d'una construcció social de l'edat. En aquest sentit, l'edat és concebuda com una marca social que estructura la forma en la qual l'individu és percebut per als altres i com interaccionen els/les uns/es amb els/les altres, de la mateixa manera que passa amb altres categories socials. Si mirem el cos de la dona en l'ambient sexual, es promou la idea edatista que els cossos són característics de trets asexuals, sense atractiu o sexualment impotents.
El gènere és també una contracció social que varia en les diferents etapes de la vida. No és el mateix envellir sent home que sent dona.
El terme "gènere" té un caràcter sociocultural i designa un esquema utilitzat per la categorització dels individus.
El prejudici de l'edat és un tipus d'emoció que sovint està relacionada amb el procés cognitiu d'estereotip. Pot implicar l'expressió d'actituds despectives, que poden conduir a l'ús de conductes discriminatòries. Quan els concursants més grans o més joves van ser rebutjats amb la creença que eren pobres, això podria ser el resultat de l'estereotip. Però també es va votar a la gent gran en un escenari d'un joc on tenia sentit dirigir-se als millors intèrprets. Això només es pot explicar per una reacció emocional subconscient a les persones grans; en aquest cas, el prejudici va prendre forma d'angoixa i un desig d'excloure's de la companyia de la gent gran.
En general, les normes socials informen els individus respecte a quines conductes són adequades i/o apropiades a la seva edat.
Els estereotips entorn de la bellesa física afecten enormement a les dones d'edat més avançada, ja que l'aparença física és una dimensió important del jo al llarg de tota la vida i la seva valoració afecta, en la majoria de casos, a l'autoestima.
Els homes poden aparentar l'edat que tenen, inclús, algunes de les seves característiques poden augmentar el seu atractiu. Però, per considerar a una dona bella, és un requisit fonamental la joventut: pell llisa, absència d'arrugues i canes, trets facials delicats i cos prim.
L'envelliment, per tant, limita la llibertat de les dones per ser felices, sentir-se bé, ser percebudes com a atractives i competents, mentre que els homes es troben amb una societat molt més flexible i tolerant a la vellesa.

### Edatisme als centres residencials
Podem trobar maltractament gerontològic perpetuat i normalitzat pel personal sanitari involucrat en la tasca de la cura del col·lectiu gran en les residències. Hi trobem diversos tipus:
- Infantilització (elderspeak): parlar als individus com si fossin infants, generalitzant el fet que tinguin algun tipus de malaltia cognitiva per l'edat.
- Despersonalització: actuar amb mètodes generalitzats que no ajuden als individus amb necessitats específiques sanitàries.
- Deshumanització: ignorar i no facilitar intimitat a l'individu, fent-lo/a sentir exposat/da.
- Victimització: atacs a la integritat física i moral de l'individu mitjançant la intimidació, amenaces, agressions verbals, xantatges.
- Maltractament institucional invisible: no subministrar-los/es els medicaments necessaris, no proporcionar-los/es condicions ambientals adequades, abús a la llibertat de deambulació pel centre residencial.

"Dirigir-se a les persones grans com si fossin nens/es o tractar-los/es d'una forma paternalista pot (...) afavorir d'una manera evidentment inconscient el reforç de comportaments o actituds dependents i fomentar l'aïllament i/o la depressió de les persones, contribuint a l'espiral del declivi en l'estat físic, cognitiu i funcional de les persones grans que viuen en residències."

### Formes subsidiàries d'edatisme
L'edatisme, en parlaments comuns i estudis d'edat, sol referir-se a pràctiques discriminatòries negatives contra persones grans, persones de mitjana edat, adolescents i nens/es. Hi ha diverses formes de biaix relacionades amb l'edat.
- L'adultisme és una predisposició cap als/les adults/es, que es considera parcial envers els/les nens/es, els/les joves i tots els/les joves que no són adreçats/es o percebuts/es com a adults/es.
- El jeunisme és la discriminació contra la gent gran a favor dels més joves. Això inclou candidatures polítiques, treballs i entorns culturals on la suposada major vitalitat i/o bellesa aparença de la joventut és més apreciada que el suposat major rigor moral i/o intel·lectual de l'edat adulta.
- L'adultocentrisme és definit i considerat com l'"egocentrisme exagerat dels/les adults/es".[35]
- L'adultocràcia és la convenció social que defineix la "maduresa" i la "immaduresa", situant els/les adults/es en una posició dominant sobre els/les joves, tant teòricament com pràcticament.
- La gerontocràcia és una forma de govern oligàrquic en què una entitat està governada per líders que són significativament més grans que la majoria de la població adulta.[36]

Altres condicions de por o aversió associades amb grups d'edat tenen els seus propis noms, en particular: la paedofòbia, la por dels infants i els/les nens/es; l'ephebifobia, el temor a la joventut, de vegades també es coneix com una por irracional de l'adolescència o un prejudici contra els/les adolescents; i la gerontofòbia, la por a les persones grans.

## Impacte i prevenció

### Edatisme a la sanitat i l'impacte en la salut
La discriminació per edat afecta a totes les persones (no com el sexisme i el racisme), perquè és l'única condició evolutiva que totes les persones han de viure. Tot i això, l'edatisme s'accentua i vulnera encara més quan la persona pertany a una classe social baixa, el seu gènere és femení i pateix o s'aproxima al marge d'edat on es troba la possible situació de patir demència senil.
L'edatisme és un obstacle important pel benestar dels/de les joves i la gent gran, encara que aquesta discriminació no està tan estudiada ni demostrada en els/les joves. Per aquesta raó, la generació de nens/es i adolescents ha atret menys l'atenció.
L'edatisme es manifesta de manera explícita en el camp de la salut (de manera institucional) perquè els costos i els procediments que s'han d'implantar i realitzar en el col·lectiu gran són costoses en comparació amb les que s'utilitzen en persones més joves. A més, com que l'esperança de vida ha incrementat durant els anys, acabarà afectant econòmicament al sector sanitari. És per això que el col·lectiu gran es veu afectat per la seva condició constantment en el marge sanitari.
Té efectes nocius en la salut dels/de les adults/es majors. Hi ha investigacions que demostren que els ancians i ancianes amb actituds negatives sobre l'envelliment poden viure 7,5 anys menys que aquells/es amb actituds positives. A més, s'ha demostrat que també provoca estrès cardiovascular, disminueix els nivells d'auto eficàcia i disminueix la productivitat.
Si en la societat hi ha actituds edatistes, també, pot aparèixer malestar físic i mental. Per exemple depressió, aïllament social...
En definitiva, per satisfer les necessitats d'una mà d'obra geriàtrica altament qualificada, els/les estudiants haurien de participar en experiències geriàtriques millorades en els cursos didàctics, així com en les clíniques geriàtriques interprofessionals al llarg de la seva educació.

### Fragmentació en la Declaració Universal dels Drets Humans
A l'època en la qual ens trobem i el desenvolupament demogràfic que estan patint la majoria de les societats (hi ha un alt percentatge d'envelliment de la població), el col·lectiu gran està guanyant atenció i investigació.
S'han trobat irregularitats a la Declaració Universal dels Drets Humans, ja que l'article 2 postula: 
"Tota persona té tots els drets i llibertats proclamats en aquesta Declaració, sense cap distinció de raça, color, sexe, idioma, religió, opinió política o de qualsevol altra mena, origen nacional o social, posició econòmica, naixement o qualsevol altra condició"
Han passat set dècades des de la publicació i formulació de la Declaració Universal dels Drets Humans (1948) i no s'ha alterat l'article per mencionar explícitament l'edat.

### Com combatre l'edatisme?
El llenguatge transporta i transmet significats que alimenten supòsits i judicis que poden conduir al desenvolupament dels estereotips i la discriminació. Per tant, és essencial realitzar campanyes de comunicació per augmentar el coneixement i la comprensió de l'envelliment entre els mitjans de comunicació, responsables polítics/es, empresaris/es i proveïdors/es de serveis. Un altre fet fonamental és la legislació, que ha d'estar posicionada en contra de la discriminació per edat. A més, s'ha d'assegurar que es presenta una visió equilibrada de l'envelliment en els mitjans de comunicació.
Per a les persones grans, és recomanable millorar la seva autoestima a través de contactes socials entre ells/es i els/les joves, per així debilitar els efectes negatius dels estereotips d'edat.
Cal anomenar l'últim aspecte, que és la base per a crear una societat més empàtica i oberta: promoure la tolerància en l'educació. Una educació basada en el respecte als/les altres independentment del seu sexe, ètnia, estatus econòmic i edat.

### Declaració de Toronto per la Prevenció Global del Maltractament a les Persones Grans
La declaració és un crit global a la societat per prevenir o aturar l'edatisme. Aquest document de l'Organització Mundial de la Salut esmenta que hi ha una mancança d'una legislació adient per respondre a signes o denúncies d'edatisme físic. A més, es denuncia que els/les treballadors/es de salut dels centres de dia o residències gerontològiques no tenen a vegades recursos adients per a poder detectar el maltractament. La declaració fa un toc als mitjans de comunicació, ja que són una entitat amb gran influència, demanant que desmuntin estigmes i estereotips promoguts en qualsevol format (programes de televisió, entrevistes, articles del diari) i deixar actituds com l'elderspeak (manera de parlar la qual infantilitza al col·lectiu gran).
El document postula que és fonamental situar-se culturalment per entendre l'origen o la raó de l'edatisme (sigui verbal, implícit o físic). També s'ha de tenir en compte el col·lectiu gran amb discapacitats funcionals o es troben a la vora de la pobresa, ja que són els més vulnerables de patir aquest tipus de discriminació per edat i que passi desapercebut/da. El document conclou que l'única forma de radicar l'edatisme, es manifesti de la manera que es manifesti, és a través del desenvolupament de la solidaritat intergeneracional. A més, es recomana que els països proveeixin serveis sanitaris, socials, de protecció legal, per respondre adequadament a les situacions i per prevenir el problema.